# おしか御番所公園
おしか御番所公園（おしかごばんしょこうえん）は宮城県石巻市鮎川浜にある公園で、ただ単に御番所公園とも表記される。南三陸金華山国定公園の中にあったが、2015年3月31日、南三陸金華山国定公園が三陸復興国立公園に編入されたので、同国立公園内にあることになる。

## 概要
牡鹿半島に1971年（昭和46年）4月1日に有料道路として開通し、1996年（平成8年）4月に無料開放となった宮城県道220号牡鹿半島公園線（牡鹿コバルトライン）の南端にあり、公園中央の一番高い位置には、六角形の展望棟があって牡鹿半島の全景、金華山、網地島、田代島、太平洋の大海原など、360度パノラマの眺望が楽しめる。標高188mの御番所山の頂上付近に位置する。
江戸時代に仙台藩が「唐船」の襲来に備えて設置した見張り所（仙台藩唐船番所）が復元されている。

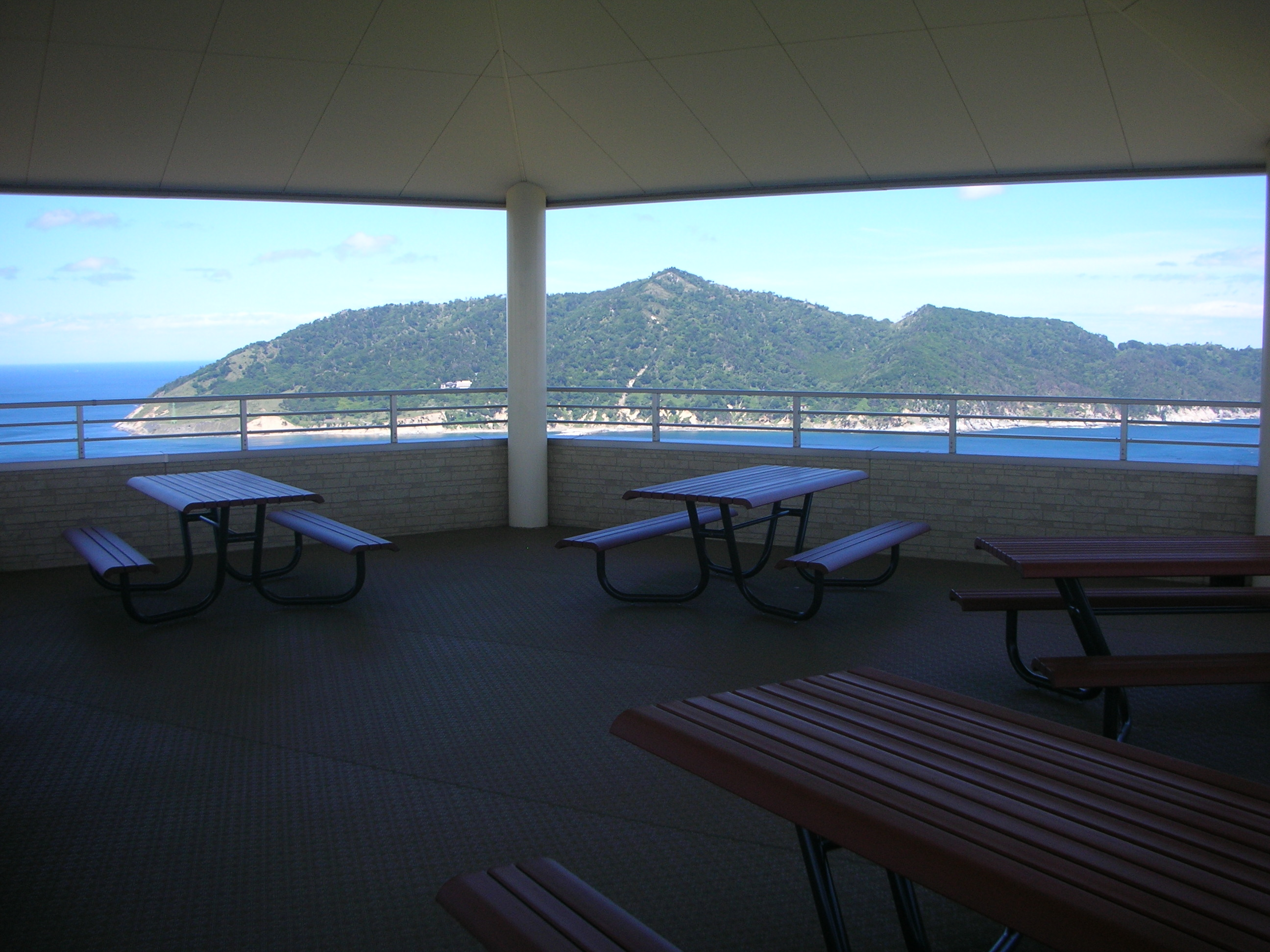
御番所公園展望棟から観る金華山

2011年（平成23年）3月11日に発生した東北地方太平洋沖地震の際は、潮が引き金華山までの海の底が現れ、牡鹿半島と金華山は陸続きのようになった。そのあと津波が襲来した。当公園では、地割れが生じたり、建造物にも被害が出たため、その後長期に渡って閉鎖されていたが、現在は牡鹿コバルトライン共々、2014年4月には全面復旧した。展望棟は円形だったものを取り壊し新しく立て直したもので六角形の外観が特徴、2階には、いすとテーブルを配置し飲食も可能である。東日本大震災前は年間2万人の訪問があった。1992年（平成4年）の開園で、四半世紀の歴史があり、入園は自由。

## 施設・設備
- 展望棟（六角形）
- 仙台藩唐船番所（跡）
- 自然散策路
- 芝生広場（ちびっこ広場）
- 展望テラス
- 駐車場
- トイレ

## アクセス
- 三陸自動車道石巻河南ICから車で60分～70分
  - 駐車場あり 無料 普通車70台

## 周辺の見所
- ホエールタウンおしか
- 金崋山
- きぼうのかね商店街
- 女川いのちの石碑
- 網地島
- 田代島
- 女川温泉ゆぽっぽ
- 宮城県道220号牡鹿半島公園線（牡鹿コバルトライン）